# Gle Alle Raya
Gle Alle Raya är en kulle i Indonesien.   Den ligger i provinsen Aceh, i den västra delen av landet, 1 800 km nordväst om huvudstaden Jakarta. Toppen på Gle Alle Raya är 81 meter över havet.
Terrängen runt Gle Alle Raya är platt åt sydväst, men åt nordost är den kuperad. Terrängen runt Gle Alle Raya sluttar söderut.Runt Gle Alle Raya är det mycket glesbefolkat, med 7 invånare per kvadratkilometer. I omgivningarna runt Gle Alle Raya växer i huvudsak städsegrön lövskog.